# Stazione meteorologica di Castel del Piano
La stazione meteorologica di Castel del Piano è la stazione meteorologica di riferimento relativa alla cittadina di Castel del Piano.

## Coordinate geografiche
La stazione meteorologica è situata nell'Italia centrale, in Toscana, in provincia di Grosseto, nel comune di Castel del Piano, a 693 metri s.l.m. e alle coordinate geografiche 42°54′N 11°32′E.

## Dati climatologici 1961-1990
Secondo i dati medi del trentennio 1961-1990, la temperatura media del mese più freddo, gennaio, si attesta a 4,6 °C; mentre quella del mese più caldo, agosto, è di +21,6 °C.
Le precipitazioni medie annue si attestano a 918,6 mm, con minimo in estate, picco massimo in autunno e massimo secondario in inverno.
| CASTEL DEL PIANO (1961-1990) | Mesi | Mesi | Mesi | Mesi | Mesi | Mesi | Mesi | Mesi | Mesi | Mesi | Mesi  | Mesi | Stagioni | Stagioni | Stagioni | Stagioni | Anno  |
| CASTEL DEL PIANO (1961-1990) | Gen  | Feb  | Mar  | Apr  | Mag  | Giu  | Lug  | Ago  | Set  | Ott  | Nov   | Dic  | Inv      | Pri      | Est      | Aut      | Anno  |
| ---------------------------- | ---- | ---- | ---- | ---- | ---- | ---- | ---- | ---- | ---- | ---- | ----- | ---- | -------- | -------- | -------- | -------- | ----- |
| T. max. media (°C)           | 8,0  | 8,7  | 11,5 | 15,2 | 20,1 | 24,5 | 27,7 | 28,0 | 24,2 | 18,8 | 12,9  | 9,8  | 8,8      | 15,6     | 26,7     | 18,6     | 17,5  |
| T. min. media (°C)           | 1,2  | 1,6  | 3,3  | 6,1  | 9,5  | 13,0 | 15,0 | 15,2 | 12,9 | 9,0  | 5,7   | 2,8  | 1,9      | 6,3      | 14,4     | 9,2      | 7,9   |
| Precipitazioni (mm)          | 87,0 | 83,4 | 77,1 | 71,2 | 63,1 | 57,0 | 34,2 | 59,4 | 74,4 | 97,1 | 119,1 | 95,6 | 266,0    | 211,4    | 150,6    | 290,6    | 918,6 |

## Temperature estreme mensili dal 1926 al 1998
Di seguito sono riportati i valori estremi mensili delle temperature massime e minime registrate dal 1926 al 1998.
In base alle suddette rilevazioni, la temperatura massima assoluta è stata registrata il 12 agosto 1998 con +37,5 °C, mentre la minima assoluta di -13,4 °C è datata 7 gennaio 1985.
| CASTEL DEL PIANO (1926-1998) | Mesi         | Mesi         | Mesi         | Mesi        | Mesi        | Mesi        | Mesi        | Mesi        | Mesi        | Mesi        | Mesi        | Mesi        | Stagioni | Stagioni | Stagioni | Stagioni | Anno  |
| CASTEL DEL PIANO (1926-1998) | Gen          | Feb          | Mar          | Apr         | Mag         | Giu         | Lug         | Ago         | Set         | Ott         | Nov         | Dic         | Inv      | Pri      | Est      | Aut      | Anno  |
| ---------------------------- | ------------ | ------------ | ------------ | ----------- | ----------- | ----------- | ----------- | ----------- | ----------- | ----------- | ----------- | ----------- | -------- | -------- | -------- | -------- | ----- |
| T. max. assoluta (°C)        | 19,4 (1962)  | 19,5 (1950)  | 23,0 (1974)  | 26,0 (1945) | 29,5 (1945) | 33,5 (1952) | 37,2 (1962) | 37,5 (1998) | 34,0 (1962) | 29,2 (1962) | 21,9 (1984) | 20,5 (1979) | 20,5     | 29,5     | 37,5     | 34,0     | 37,5  |
| T. min. assoluta (°C)        | −13,4 (1985) | −11,2 (1929) | −10,4 (1987) | −3,2 (1970) | −0,2 (1957) | 2,0 (1962)  | 7,0 (1970)  | 7,0 (1968)  | 3,5 (1972)  | −1,5 (1971) | −5,8 (1973) | −9,6 (1962) | −13,4    | −10,4    | 2,0      | −5,8     | −13,4 |